# Diana Abla
Diana Monteiro Abla (São Paulo, 29 de julio de 1995) es una jugadora de waterpolo brasileña.

## Biografía
Nació en São Paulo en 1995. Diana integró el equipo de Brasil que finalizó en octavo lugar en los Juegos Olímpicos de Verano de 2016 en Río de Janeiro y obtuvo la medalla de bronce en los Juegos Panamericanos de 2015 en Toronto y en los Juegos Panamericanos de 2019 en Lima.
En 2019, al fin de los Juegos Panamericanos, se comprometió con la nadadora de aguas abiertas brasileña, Ana Marcela Cunha.

## Palmarés internacional
| Juegos Panamericanos | Juegos Panamericanos | Juegos Panamericanos | Juegos Panamericanos |
| Año                  | Lugar                | Medalla              | Competición          |
| -------------------- | -------------------- | -------------------- | -------------------- |
| 2015                 | Toronto (Canadá)     | Medalla de bronce    | Equipo femenil       |
| 2019                 | Lima (Perú)          | Medalla de bronce    | Equipo femenil       |